# 藍野大学短期大学部
藍野大学短期大学部（あいのだいがくたんきだいがくぶ、英語: Aino University Junior College）は、大阪市阿倍野区文の里3-15-47に本部を置く日本の私立大学。1968年創立、1985年大学設置。大学の略称は藍野短大。

## 概観

### 大学全体
- 大阪市阿倍野区に所在する日本の私立短期大学で、設置主体は学校法人藍野大学。
- 1985年に開学、当初は3年制課程の1学科体制、入学定員80名体制[1]だったが、現在は看護学科3年課程・看護学科2年課程・専攻科（地域看護学専攻）の3つの学科（総入学定員230名・総収容定員480名）からなる。

### 建学の精神（校訓・理念・学是）
- 学校法人藍野大学の建学の精神は「愛智精神〔Philo-sophia〕にもとづく人間教育」となっている。

### 学風および特色
- 藍野大学短期大学部は、藍野グループにおける教育施設の一つである。
- 男女共学であるが、女子学生の方が圧倒的に多い。
- 看護師養成として、普通科、社会人を対象とした「看護学科3年課程」、准看護師有資格者を対象とした「看護学科2年課程」がある。

## 沿革

### 年表
- 1968年　医療法人恒昭会藍野病院附属准看護学院が創設される。
- 1975年　医療法人恒昭会藍野病院附属高等看護学院に改組。
- 1979年　学校法人藍野学院が設置される。藍野看護専門学校が設置される。
- 1983年　学科の増設による藍野医療技術専門学校に改称。
- 1984年　12月25日 左記を以て文部省[注 1]より短期大学の設置が認可される[注 2]。
- 1985年
  - 4月1日 藍野学院短期大学が以下の学科体制で開学する[注 3]。
  - 5月1日 学生数[6]/定員[7]
  - 看護学科 89[注 4]/80
- 1992年
  - 5月1日 学生数[注 5]/定員
  - 看護学科 265[注 6]/240
- 1993年
  - 4月1日 専攻科に以下の専攻課程を置く[10]。
  - 地域看護学専攻 入学定員40名
- 1999年
  - 5月1日 学生数[11]/定員
  - 看護学科[注 7]/240
- 2004年　修業年限を3年制から2年制に変更[12]。
- 2007年　第二看護学科を青葉丘校に開設する[13]。
- 2012年　藍野大学短期大学部に学校名を変更。青葉丘校から青葉丘キャンパスに改称[14]。
- 2017年　法人名称を「学校法人 藍野学院」から「学校法人 藍野大学」に改称[15]。
- 2020年　青葉丘キャンパスを大阪富田林キャンパスに改称。
- 2025年　大阪富田林キャンパス・茨木キャンパスが「大阪阿倍野キャンパス」に移転。

## 基礎データ

### 所在地
- 大阪阿倍野キャンパス（大阪市阿倍野区文の里3-15-47）

### 象徴
- 藍野大学短期大学部のカレッジマークには、英称である「AINO COLLEGE」のほか「SALUTI ET SOLATIO AEGRORUM」[注 8]。

## 教育および研究

### 組織

#### 学科
- 看護学科2年課程：准看護師資格を有する者が入学の対象となっているため、修業年限が2年制となっている。
- 看護学科3年課程：准看護師資格を有しない者が入学の対象となっているため、通常の看護系短大と同じく修業年限は昼間部3年制。

#### 専攻科
- 地域看護学専攻：修業年限は昼間部1年制。

#### 別科
- なし

##### 取得資格について
受験資格
- 看護師：看護学科3年課程・看護学科2年課程
- 保健師：専攻科（地域看護学専攻）

### 研究
- 藍野学院短期大学専攻科(地域看護学専攻)『地域看護研究集録』[16]

## 学生生活

### 学園祭
- 藍野大学短期大学部の学園祭は10月下旬に行われる。

## 施設

### キャンパス
大阪阿倍野キャンパス
- 使用学科：看護学科3年課程・看護学科2年課程・専攻科（地域看護学専攻）
- 交通アクセス
  - 大阪メトロ谷町線「文の里」駅下車東へ徒歩5分。
  - 大阪メトロ御堂筋線「昭和町」駅下車北東へ徒歩8分。
  - JR阪和線「美章園」駅下車南西へ徒歩5分。
  - 近鉄南大阪線「北田辺」駅下車北西へ徒歩10分。

## 対外関係

### 系列校
- 藍野大学

## 卒業後の進路について

### 編入学・進学実績
- 藍野大学短期大学部　専攻科（地域看護学専攻）への内部進学ほか

## 附属学校
- 藍野高等学校（2024年3月  廃校）